# Indre (Loire-Atlantique)
Indre is een gemeente in het Franse departement Loire-Atlantique (regio Pays de la Loire). De plaats maakt deel uit van het arrondissement Nantes. Indre telde op 1 januari 2022 4.172 inwoners.

## Geografie
De oppervlakte van Indre bedroeg op 1 januari 2022 4,72 vierkante kilometer; de bevolkingsdichtheid was toen 883,9 inwoners per km².

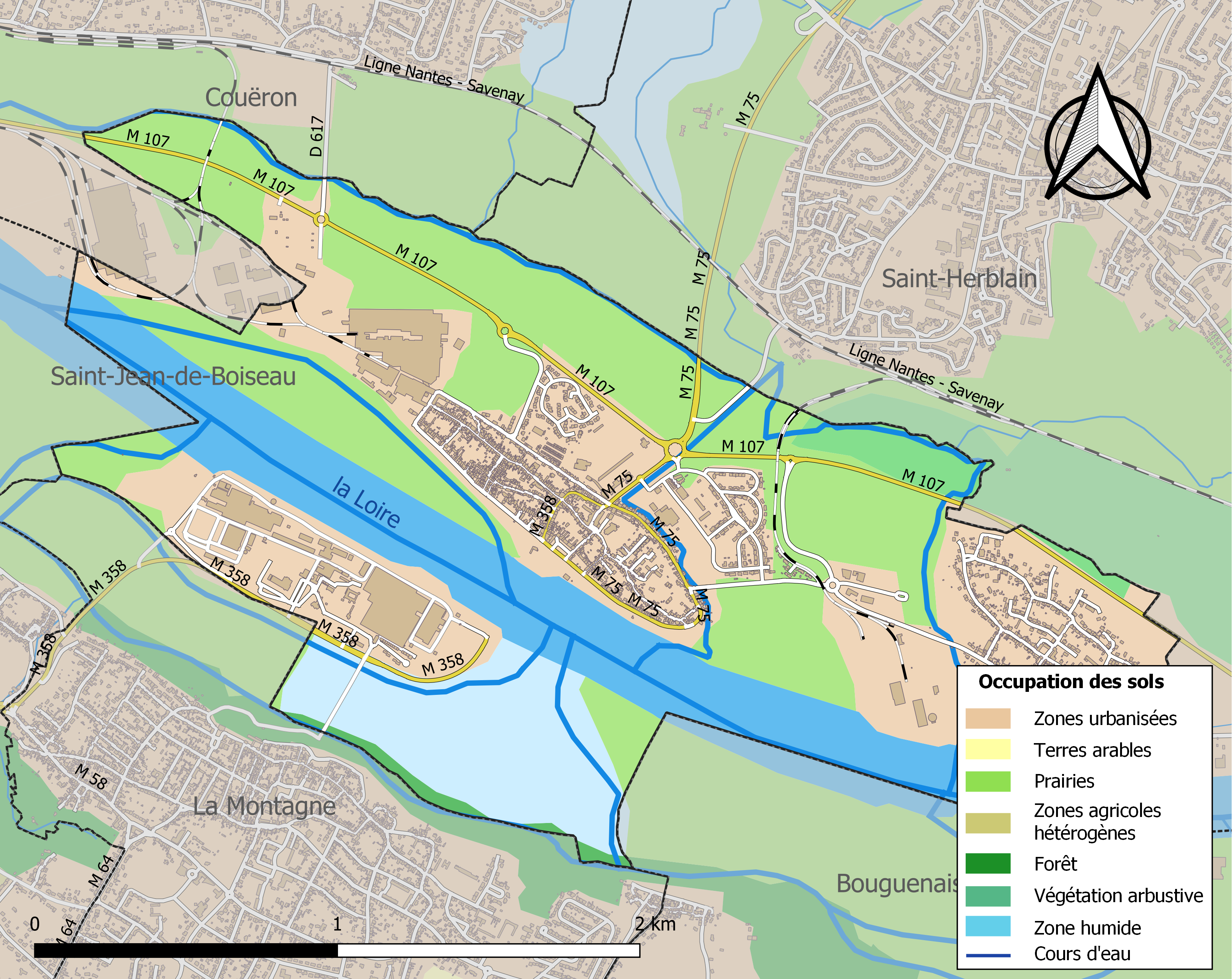
Kaart van de gemeente met de belangrijkste infrastructuur, bodemgebruik en omliggende gemeenten

## Demografie
Onderstaande figuur toont het verloop van het inwonertal (bron: INSEE-tellingen).

| 1801 | 1866 | 1921 | 1936 | 1954 | 1962 | 1966 | 1968 | 1975 | 1982 | 1990 | 1999 | 2006 |
| ---- | ---- | ---- | ---- | ---- | ---- | ---- | ---- | ---- | ---- | ---- | ---- | ---- |
| 1600 | 3660 | 4323 | 4244 | 4571 | 4625 | 4629 | 4286 | 3709 | 3513 | 3262 | 3643 | 3670 |

## Afbeeldingen

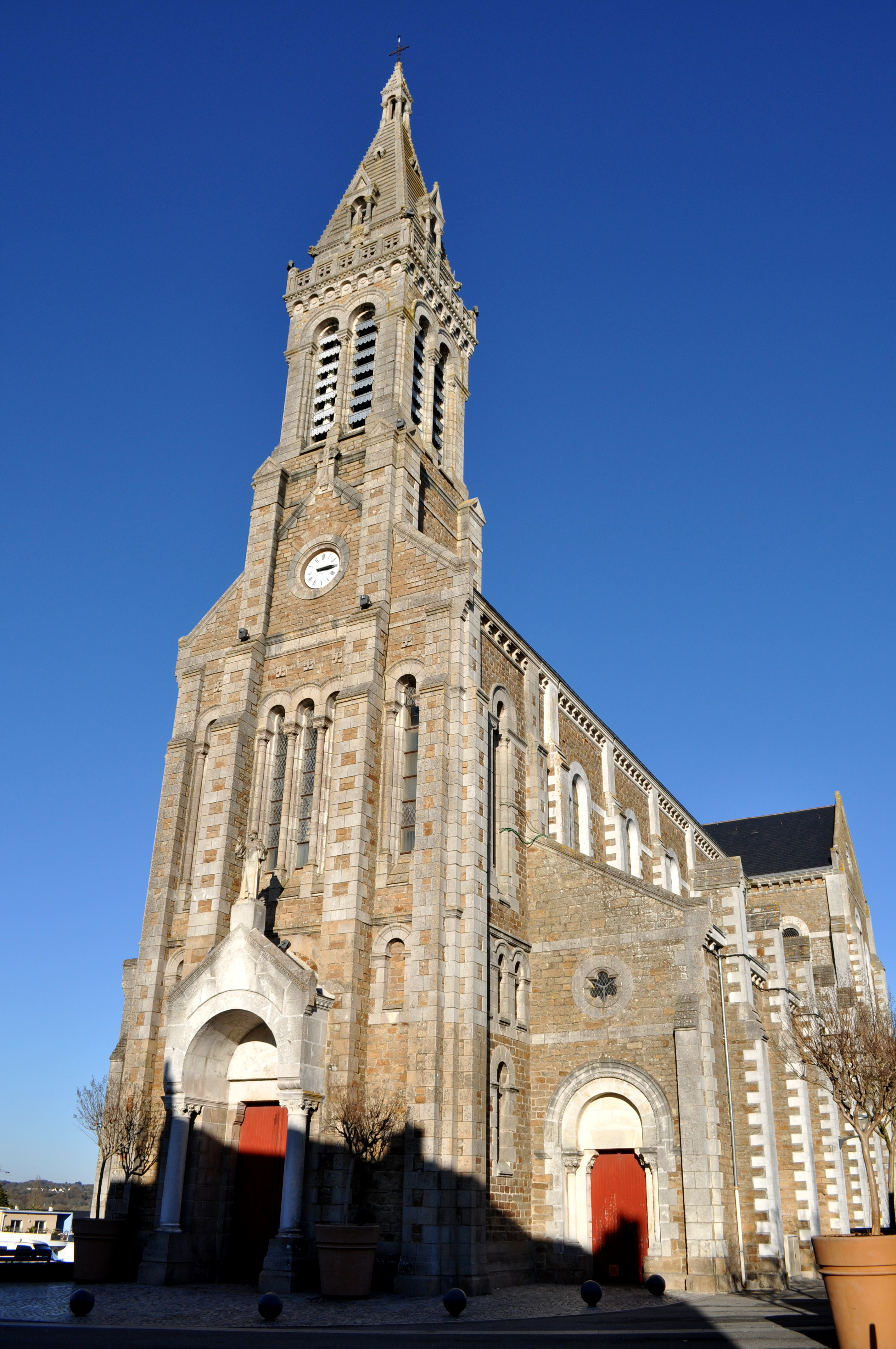
Église Saint-Hermeland
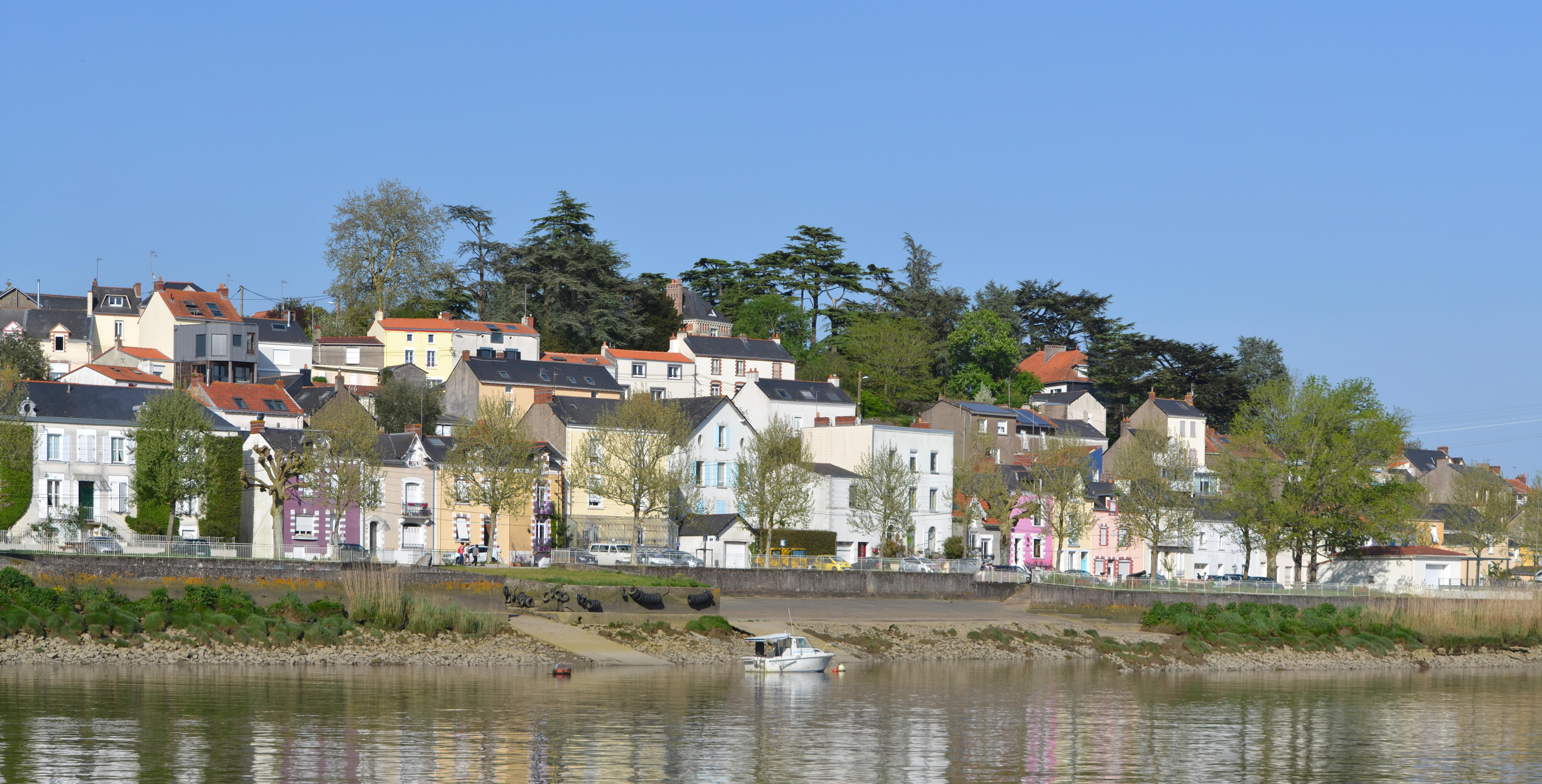
Gezicht op Indre
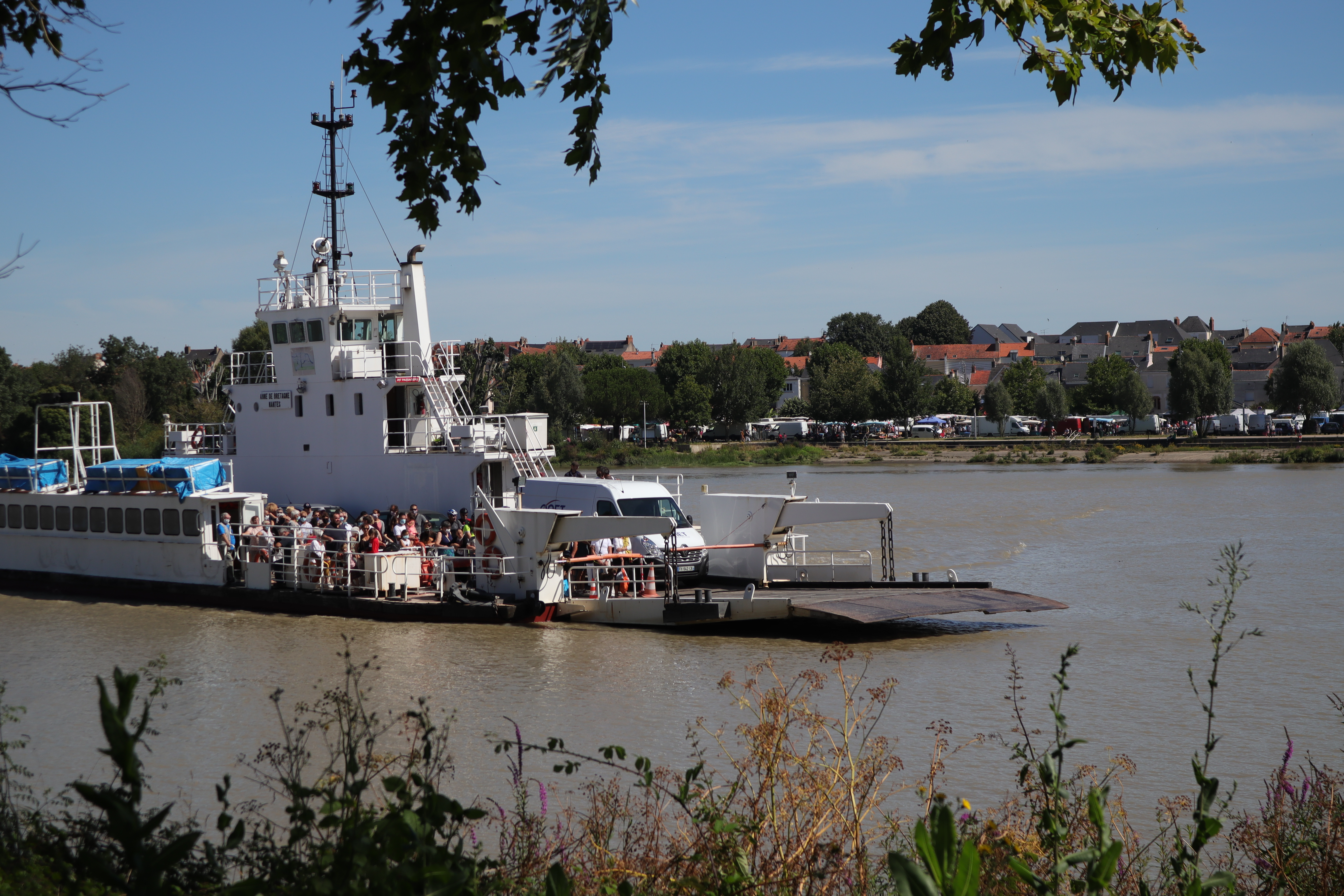
Veer over de Loire